# Saint-Laurent-du-Cros
Saint-Laurent-du-Cros é uma comuna francesa na região administrativa da Provença-Alpes-Costa Azul, no departamento de Altos-Alpes. Estende-se por uma área de 12,69 km². Em 2010 a comuna tinha 551 habitantes (densidade: 43,4 hab./km²).